# توپال تیمور
توپال تیمور (انگلیسی: Topal Teymur) یک نمایشنامهٔ درام تاریخی است که در ۱۹۲۵ در پنج پرده توسط حسین جاوید، شاعر و نمایشنامه‌نویس اهل جمهوری آذربایجان، نوشته شده‌است. این نمایشنامه که دربارهٔ تیمور، فاتح اهل آسیای مرکزی است، نخستین بار در سال ۱۹۲۶ در باکو به اجرا درآمد.